# Bioskopska blagajna
Boks ofis (engl. box office) je izraz koji dolazi iz engleskog jezika. Njime se označava koliko je neki film zaradio novca. Srpski izraz je zarada na blagajnama.

## Spoljašnje veze
- (језик: енглески)
- (језик: енглески)
- (језик: енглески)
- (језик: енглески)
- (језик: енглески)
- (језик: енглески)
- (језик: енглески)
- (језик: енглески)
- (језик: енглески)
- (језик: енглески)
- (језик: француски)